# Aleksandr Nikiforov
Aleksandr Isaakovitch Nikiforov (en russe : Александр Исаакович Никифоров ; né en 1893 à Saint-Pétersbourg où il meurt en 1942) est un ethnographe et folkloriste russe, collecteur de contes populaires et théoricien du genre.

## Biographie
Collègue de N.P. Andreev et de Vladimir Propp au sein de la Commission du conte, il a étudié les schémas narratifs et la proximité des sujets thématiques des contes dans différentes traditions orales. En même temps que Vladimir Propp, sinon un peu avant lui, il a inauguré l’étude structurelle et morphologique du conte. Nikiforov étudie « la loi de la formulation catégorielle ou grammaticale de l’action », et les « actions narratives » en termes de morphologie, distinguant ainsi les actions « préfixales », « radicales », « suffixales » et « flexionnelles » ; il propose enfin un schéma des personnages dont la proximité avec le « modèle structural des actants », d’A. J. Greimas, est soulignée par Eléazar Mélétinsky dans son article : L’étude structurale et typologique du conte. 
Mort pendant le Siège de Léningrad, Nikiforov n'a pas eu la possibilité de publier de son vivant son recueil de Contes du nord de la Russie. La publication de l'ouvrage a été assurée en 1961 par Vladimir Propp.

## Œuvres publiées
- K voprosu o morfologitcheskom izutchenii narodnoj skazki (Sur la question de l'étude morphologique du conte populaire), Sbornik statej v chest’ akademika A. I. Sobolevskogo, Leningrad, 1928 (écrit en 1926)
- Севернорусские сказки (Severnorusskie skazki v zapisjakh Nikiforova, Contes du nord de la Russie dans les notes de Nikiforov), édition préparée par Vladimir Propp, Moscou, Leningrad, 1961

## Sources et liens externes
- Notices d'autorité :   - VIAF
  - ISNI
  - IdRef
  - LCCN
  - GND
  - Pays-Bas
  - Israël
  - NUKAT
  - Lettonie
  - WorldCat
- (ru) Наталья Будур, Сказочная энциклопедия (Natalia Boudour, Encyclopédie du conte), Olma-Press, 2005  (ISBN 5-224-04818-4)
- (fr) Article de Marina Guister : Les études sur le conte merveilleux en Russie (Éditions littéraires et linguistiques de l'Université de Grenoble, Féeries 6 | 2009). Consulté le 1er mai 2013.
- (fr) Evgueni Meletinski, L'étude structurale et typologique du conte, in Vladimir Propp, Morphologie du conte, Seuil / Points, 1965, 1970,  (ISBN 2-02-000587-5)